# 單志賢
單志賢（?—?），江西省高安縣人，清朝政治人物、進士出身。
光緒二十九年，辛丑壬寅併科會試第159名。光緒三十年（1904年），补殿試，登進士二甲100名，分發以知縣任用。